# Ball de Panderetes de Vilafranca
El Ball de Panderetes de Vilafranca és un dels balls que forma part del seguici de la Festa Major de Vilafranca del Penedès. Es tracta d'un ball format exclusivament per noies que neix el 1968 amb la voluntat de recuperar el Ball de Panderos de la Vila. Es caracteritza per l'ús d'una pandereta per l'elaboració de les coreografies.

## Història

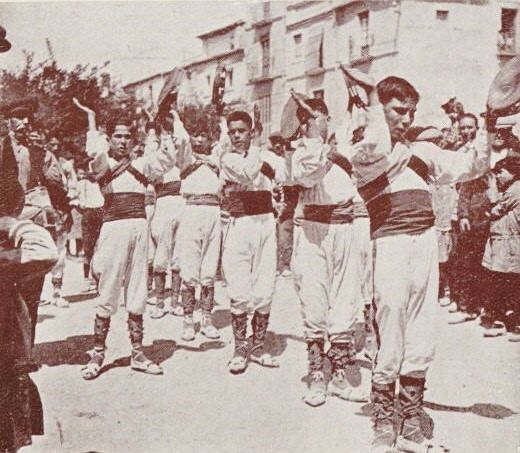
Fotografia del Ball de Panderos de Vilafranca de principis del

El Ball de Panderetes de Vilafranca neix el 1968 amb la voluntat de recuperar el Ball de Panderos que en aquell moment es trobava en procés de desaparició, atès que no es trobaven nois per ballar-lo. De fet, això va suposar la incorporació de les dones dins del seguici festiu de la Festa Major. A finals dels seixanta, Maria Juvé, monitora de les colònies que organitzava la parròquia de Vilafranca va impulsar la creació d'aquest ball. Així doncs, des d'un inici el ball estava integrat exclusivament per noies que formaven part del Club Juvenil, un grup associat a la parròquia. Aquest primer grup recuperador del ball es feia anomenar «Colla Esquellots» i estava format per Montse Cervera, Teresa Oliver, Margarida Esplugas, Olga Giralt, Remei Bolet, Rosa Maria Fransi, Antònia Guardiet, Àngels Guardiet, Jordina Nebot i Maria Adell.

## Indumentària
Un dels principals canvis del ball va ser el vestuari, creat per Maria Juvé. Aquesta indumentària que s'ha mantingut pràcticament inalterada fins avui en dia i està formada per una brusa blanca amb corbata llaçada caiguda i cintes vermelles i grogues, una armilla negra amb cascavells, unes faldilles blaves amb tres rivets blancs i unes espardenyes de veta blava amb cascavells. Les balladores fan sonar una pandereta de fusta, pell i platerets metàl·lics.